# Större papegojnäbb
Större papegojnäbb (Paradoxornis aemodium) är en asiatisk fågel i familjen papegojnäbbar inom ordningen tättingar.

## Utseende och läte
Större papegojnäbb är som namnet avslöjar en stor papegojnäbb, med en kroppslängd på 28 cm avsevärt mycket större än alla andra papegojnäbbar. Unikt är också den mycket stora och konformade gula näbben. På huvudet syns även gråvit panna och mörkbrun tygel. Kroppen är i övrigt färgad i brunt och grått utan särskilda kännetecken. Sången är en varierad, högljudd, klar och fyllig serie toner.

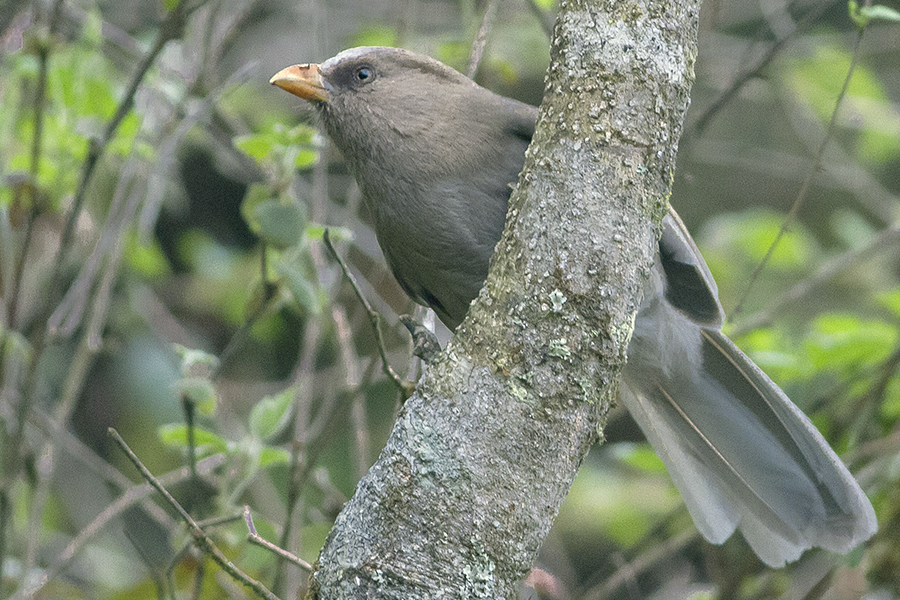
Större papegojnäbb i Sikkim, Indien.

## Utbredning och systematik
Fågeln förekommer i bambuskogar från västra Nepal till sydöstra Tibet, södra Kina och nordöstra Myanmar.

### Släktskap och släktestillhörighet
Större papegojnäbb placeras traditionellt som enda art i släktet Conostoma och behandlas som monotypisk, det vill säga att den inte delas in i några underarter. DNA-studier visar dock att större papegojnäbb och även den amerikanska arten messmyg (Chamaea fasciata) är inbäddade bland andra papegojnäbbar. Paradoxornis delades därför upp i ett antal mindre släkten, så att större papegojnäbb kunde behållas i Conostoma. Sedermera har taxonomin justerats så att papegojnäbbarna delas upp i endast två släkten, de större arterna i Paradoxornis (inklusive Conostoma) som utgör systergrupp till messmygen, och de mindre i Suthora. Fågeln är närmast släkt med brun papegojnäbb och tretåig papegojnäbb.

### Familjetillhörighet
DNA-studier visar att papegojnäbbarna bildar en grupp tillsammans med den amerikanska arten messmyg, de tidigare cistikolorna i Rhopophilus samt en handfull släkten som tidigare också ansågs vara timalior (Fulvetta, Lioparus, Chrysomma, Moupinia och Myzornis). Denna grupp är i sin tur närmast släkt med sylvior i Sylviidae och har tidigare inkluderats i den familj, vilket i stor utsträckning görs fortfarande. Enligt sentida studier skilde sig dock de båda grupperna sig åt för hela cirka 19 miljoner år sedan, varför tongivande International Ornithological Congress (IOC) numera urskilt dem till en egen familj, Paradoxornithidae. Denna linje följs här.

## Levnadssätt
Större papegojnäbb finns i öppna städsegröna lövskogar med inslag av bambu och snår, bland annat rhododendron. Den livnär sig av gröna bambuskott, frön från paradisäpple, vildhallon och insekter. Fågeln häckar mellan maj och juli i Indien. Arten är stannfågel, med mindre lokala rörelser vintertid.

## Status och hot
Arten har ett stort utbredningsområde och en stor population, men tros minska i antal på grund av habitatförstörelse och fragmentering, dock inte tillräckligt kraftigt för att den ska betraktas som hotad. Internationella naturvårdsunionen IUCN kategoriserar därför arten som livskraftig (LC). Världspopulationen har inte uppskattats men den beskrivs som generellt sparsamt förekommande, dock lokalt inte ovablig, framför allt i Kina.